# Byron Bertram
Byron Bertram (Johannesburg, 29 ottobre 1952) è un ex tennista sudafricano.
Ha frequentato la Parktown Boys' High School. In carriera ha vinto un titolo di doppio. Nel luglio del 1976 ha raggiunto in singolare la 51ª posizione, suo miglior piazzamento di sempre.
In Coppa Davis ha disputato 9 partite, collezionando 3 vittorie e 6 sconfitte.

## Statistiche

### Doppio

#### Vittorie (1)
| Numero | Anno | Torneo                      | Superficie  | Compagno   | Avversari in finale        | Punteggio |
| 1.     | 1976 | Louisville Open, Louisville | Terra rossa | Pat Cramer | Stan Smith Erik Van Dillen | 6-3, 6-4  |